# 7ª edizione dei Critics' Choice Awards
La 7ª edizione dei Critics' Choice Awards si è tenuta l'11 gennaio 2002, premiando le migliori produzioni cinematografiche del 2001.

## Cinema

### Miglior film
- A Beautiful Mind, regia di Ron Howard
- Alì (Ali), regia di Michael Mann
- In the Bedroom, regia di Todd Field
- Memento, regia di Christopher Nolan
- Moulin Rouge!, regia di Baz Luhrmann
- Mulholland Drive (Mulholland Dr.), regia di David Lynch
- The Shipping News - Ombre dal profondo (The Shipping News), regia di Lasse Hallström
- Shrek, regia di Andrew Adamson e Vicky Jenson
- Il Signore degli Anelli - La Compagnia dell'Anello (The Lord of the Rings: The Fellowship of the Ring), regia di Peter Jackson
- L'uomo che non c'era (The Man Who Wasn't There), regia di Joel Coen

### Miglior attore
- Russell Crowe – A Beautiful Mind
- Sean Penn – Mi chiamo Sam (I Am Sam)
- Will Smith – Alì (Ali)

### Miglior attrice
- Sissy Spacek – In the Bedroom
- Nicole Kidman – Moulin Rouge!
- Renée Zellweger – Il diario di Bridget Jones (Bridget Jones's Diary)

### Miglior attore non protagonista
- Ben Kingsley – Sexy Beast - L'ultimo colpo della bestia (Sexy Beast)
- Jim Broadbent – Iris - Un amore vero (Iris)
- Jon Voight – Alì (Ali)

### Miglior attrice non protagonista
- Jennifer Connelly – A Beautiful Mind
- Cameron Diaz – Vanilla Sky
- Marisa Tomei – In the Bedroom

### Miglior giovane interprete
- Dakota Fanning – Mi chiamo Sam (I Am Sam)
- Haley Joel Osment – A.I. - Intelligenza artificiale (A.I. Artificial Intelligence)
- Daniel Radcliffe – Harry Potter e la pietra filosofale (Harry Potter and the Philosopher's Stone)

### Miglior cast corale
- Gosford Park – Eileen Atkins, Bob Balaban, Alan Bates, Charles Dance, Stephen Fry, Michael Gambon, Richard E. Grant, Tom Hollander, Derek Jacobi, Kelly Macdonald, Helen Mirren, Jeremy Northam, Clive Owen, Ryan Phillippe, Kristin Scott Thomas, Maggie Smith, Geraldine Somerville, Sophie Thompson, Emily Watson, James Wilby
- Ocean's Eleven - Fate il vostro gioco (Ocean's Eleven) – George Clooney, Matt Damon, Andy García, Brad Pitt, Julia Roberts, Bernie Mac, Elliott Gould, Casey Affleck, Don Cheadle, Carl Reiner
- I Tenenbaum (The Royal Tenenbaums) – Danny Glover, Gene Hackman, Anjelica Huston, Bill Murray, Gwyneth Paltrow, Ben Stiller, Luke Wilson, Owen Wilson

### Miglior regista
- Ron Howard – A Beautiful Mind - ex aequo
- Baz Luhrmann – Moulin Rouge! - ex aequo
- Peter Jackson – Il Signore degli Anelli - La Compagnia dell'Anello (The Lord of the Rings: The Fellowship of the Ring)

### Migliore sceneggiatura
- Christopher Nolan – Memento
- Joel ed Ethan Coen – L'uomo che non c'era (The Man Who Wasn't There)
- Akiva Goldsman – A Beautiful Mind

### Miglior film per famiglie
- Harry Potter e la pietra filosofale (Harry Potter and the Philosopher's Stone), regia di Chris Columbus
- Big Mama (Big Momma's House), regia di Raja Gosnell
- Pretty Princess (The Princess Diaries), regia di Garry Marshall
- Spy Kids, regia di Robert Rodriguez

### Miglior film d'animazione
- Shrek, regia di Andrew Adamson e Vicky Jenson
- Monsters & Co. (Monsters, Inc.), regia di Pete Docter
- Osmosis Jones, regia di Peter e Bobby Farrelly
- Waking Life, regia di Richard Linklater

### Miglior film straniero
- Il favoloso mondo di Amélie (Le Fabuleux Destin d'Amélie Poulain), regia di Jean-Pierre Jeunet • Francia
- In the Mood for Love (Huāyàng niánhuá / Faa yeung nin wa), regia di Wong Kar-wai • Hong Kong
- No Man's Land (Ničija zemlja), regia di Danis Tanović • Bosnia ed Erzegovina

### Miglior canzone
- May It Be (Enya), musica e parole di Enya e Roma Ryan – Il Signore degli Anelli - La Compagnia dell'Anello (The Lord of the Rings: The Fellowship of the Ring)
- There You'll Be (Faith Hill), musica e parole di Diane Warren – Pearl Harbor
- Until... (Sting), musica e parole di Sting – Kate & Leopold

### Migliore colonna sonora
- Howard Shore – Il Signore degli Anelli - La Compagnia dell'Anello (The Lord of the Rings: The Fellowship of the Ring)
- John Williams – A.I. - Intelligenza artificiale (A.I. Artificial Intelligence) e Harry Potter e la pietra filosofale (Harry Potter and the Philosopher's Stone)
- Christopher Young – The Shipping News - Ombre dal profondo (The Shipping News)

## Top Film
(In ordine alfabetico)
- A Beautiful Mind, regia di Ron Howard
- Alì (Ali), regia di Michael Mann
- In the Bedroom, regia di Todd Field
- Memento, regia di Christopher Nolan
- Moulin Rouge!, regia di Baz Luhrmann
- Mulholland Drive (Mulholland Dr.), regia di David Lynch
- The Shipping News - Ombre dal profondo (The Shipping News), regia di Lasse Hallström
- Shrek, regia di Andrew Adamson e Vicky Jenson
- Il Signore degli Anelli - La Compagnia dell'Anello (The Lord of the Rings: The Fellowship of the Ring), regia di Peter Jackson
- L'uomo che non c'era (The Man Who Wasn't There), regia di Joel ed Ethan Coen

## Televisione

### Miglior miniserie o film per la televisione
- Judy Garland, regia di Robert Allan Ackerman
  - Band of Brothers - Fratelli al fronte (Band of Brothers), regia di Phil Alden Robinson, David Frankel, Tom Hanks, David Leland, Richard Loncraine, David Nutter, Mikael Salomon, Tony To
  - Le nebbie di Avalon (The Mists of Avalon), regia di Uli Edel

### Miglior attore in una miniserie o film per la televisione
- James Franco – James Dean - La storia vera (James Dean)
  - Hank Azaria – La rivolta (Uprising)
  - Barry Pepper – 61*

### Miglior attrice  in una miniserie o film per la televisione
- Judy Davis – Judy Garland
  - Salma Hayek – In the Time of the Butterflies
  - Emma Thompson – La forza della mente (Wit)